# Segundo Arce Ibáñez
Segundo Arce Ibáñez (Lermilla, Burgos, 1926-Logroño 2000) fue un pintor, escultor y poeta español reconocido principalmente en su país natal y Argentina donde vivió varios años en su juventud. Su trayectoria profesional fue reconocida con premios como la Primera Medalla en el XXXVIII Salón Nacional (Rosario, Argentina), Primera Medalla en el Salón Juvens de Rosario o el Mazacote de Oro 1999. 
Lleva su nombre una de las principales nuevas vías de Logroño.

## Biografía

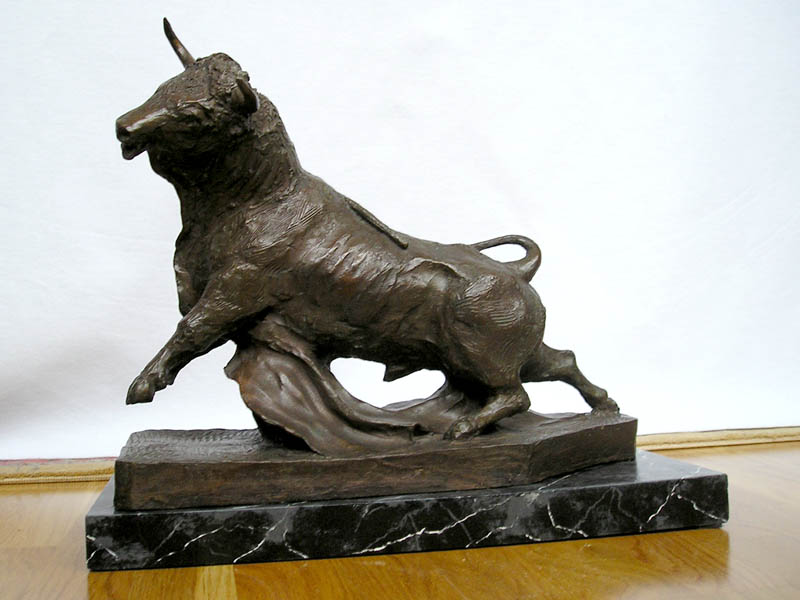
Por Segundo Arce Ibañez, toro en bronce

Nacido en el pequeño pueblo de Lermilla, Burgos, realizó tres cursos en la Escuela de Artes y Oficios de Zaragoza finalizando su carrera artística en la Escuela de Bellas Artes de Rosario (Argentina) con títulos en Pintura y Escultura.
A su vuelta a España convalidó el título y quedó adscrito a la Escuela Superior de Bellas Artes de San Fernando
Jurado en multitud de Concursos y crítico de Arte en La Gaceta del Norte fue durante varios años Vocal de Arte de la Sociedad Artística Riojana.
Su carácter humanista y su condición de maestro de artistas le llevaron a ser profesor de arte en todas sus disciplinas en los colegios de los Agustinos Recoletos y en los Escolapios de Logroño, y fundó en 1963 el Club Juvenil de Pintura o dar clases en la penitenciaría de Logroño.
De entre sus facetas artísticas destacó principalmente en la Pintura centrada en el paisaje riojano en su madurez. 
Estudiosos de arte lo incluyen en el llamado Grupo 8.
La pintura de Segundo Arce sufrió una gran evolución partiendo de unos paisajes románticos que mucho tenían que ver con la influencia de su maestro y gran amigo Raúl Domínguez, pasando por una etapa de colores diluidos y acabando por los empastes serenos de artista maduro, donde la espátula suele ser protagonista.
Murió en Logroño a los 74 años de edad y está enterrado en el cementerio municipal de la ciudad bajo una de sus obras (incluida en el circuito histórico artístico del cementerio)
El ayuntamiento de Logroño quiso reconocer su trayectoria asignándole su nombre a una de las principales nuevas vías de la ciudad.

## Paisajes
En un panfleto de una de sus innumerables exposiciones Segundo Arce pone por escrito que para él: «El paisaje es un estado de ánimo, la emoción incontenible del hombre ante la Naturaleza, la reacción del ser frente a lo inanimado. Lo que menos importa es que la forma se ajuste al natural, si esta similitud carece de mordiente, de emoción. Como dijo Picasso, no es la fachada de las cosas, sino su intimidad secreta lo que interesa» (...) «Mis paisajes no llevan un sello único; la técnica y el color varían y se adaptan al momento emocional; por eso creo que tienen sentimiento...; lo he puesto al menos, y a raudales.»
Numerosos críticos de arte como Roberto Iglesias, G. Moreda o Raúl Trucco coinciden en la maestría alcanzada en la técnica que utiliza el artista en sus figurativos paisajes depurada a lo largo décadas. El artista logra reflejar distintos sentimientos a través de la luz, la materialidad empastada de lo cercano, el aire de segundos y terceros planos, la profundidad. 
Escribió Lumbreras Pino que «Segundo Arce sabe armonizar la belleza intrínseca del arte con esa otra belleza extrínseca del tema, del motivo, del rincón..., y ahí está La Rioja, que hace al cuadro sugestivo y convierte la obra de arte en instrumento de comunicación que fluye de los lienzos como un manantial de sensaciones apacibles».

## Obra escrita
- 100 poemas. Corazón que espera.[4]